# Філетто
Філетто (італ. Filetto) — муніципалітет в Італії, у регіоні Абруццо,  провінція К'єті.
Філетто розташоване на відстані близько 155 км на схід від Рима, 75 км на схід від Л'Аквіли, 15 км на південний схід від К'єті.
Населення — 994 особи (2014).
Щорічний фестиваль відбувається 25 липня. 

## Демографія
Населення за роками:

Станом на 1 січня 2023 року в муніципалітеті офіційно проживало 45 іноземців з 10 країн, серед них 26 громадян країн Євросоюзу.

## Сусідні муніципалітети
- Арі
- Казакандітелла
- Гуардіагреле
- Орсонья
- Сан-Мартіно-сулла-Марручина
- Вакрі